# (17765) 1998 EZ2
(17765) 1998 EZ2 là một tiểu hành tinh vành đai chính. Nó được phát hiện qua chương trình tiểu hành tinh Beijing Schmidt CCD ở trạm Xinglong ở tỉnh Hồ Bắc, Trung Quốc ngày 1 tháng 3 năm 1998.